# Gravitino
Gravitíno (ozanaka {\displaystyle {\tilde {G}}\,}) je superpartner domnevnega delca gravitona (tenzorski bozon s spinom 2). Predvideva ga kombinacija splošne teorije relativnosti in supersimetrije, ki se imenuje supergravitacija. Gravitino je sestavni del minimalnega supersimetričnega standardnega modela. Zaradi elektrošibkega zloma simetrije postane higsino par nevtralnih Majoranovih fermionov (nevtralinov) in nabitih Diracovih fermionov (čarginov). 
Gravitino spada med fermione, saj bi naj imel spin 3/2. Njegova masa verjetno leži v območju nekaj keV/c2 in TeV/c2. Zaradi tega igra pomembno vlogo v kozmologiji. Gravitino je tudi kandidat za temno snov v Vesolju.